# Pan Tianshou
Pan Tianshou foi um pintor modernista chinês. Integrou o grupo de artistas comunistas chineses da revolução.
Vice-presidente da Associação Chinesa de Artistas e director da Academia de Belas-Artes de Zhejiang, este artistas dedicou a maior parte da sua vida ao ensinamento da pintura tradicional paisagistica, proeminente na China. Porém, leccionava este tema recorrendo às inspirações das vanguardas modernistas, que dominavam o velho continente europeu. A determinada altura, na sua obra, chegou mesmo a ser notável, a influência das correntes impressionistas.
Em 2006, uma das suas obras mais famosas, O Penhasco, foi leiloada na conhecida leiloeira Sotheby's, com uma base de licitação entre 400.000 e 600.000 dólares.